# Deux gouttes d'eau
Pour le téléfilm de Nicolas Cuche, voir Deux gouttes d'eau (téléfilm).
Deux gouttes d'eau est une comédie en 1 acte mêlée de couplets d'Eugène Labiche, représentée pour la 1re fois à Paris au Théâtre des Variétés le 22 septembre 1852.

Collaborateur Anicet-Bourgeois.

Editions Michel Lévy frères.

## Distribution
| Acteurs et actrices ayant créé les rôles |                      |
| Personnage                               | Acteur ou actrice    |
| Jules Tourillon, avoué                   | Numa                 |
| Morvcanchut                              | M. Nestor            |
| Philippe, domestique de Tourillon        | M. Delière           |
| Irma, femme de Tourillon                 | Mlle Virginie Duclay |
| Henriette, femme de Morvanchut           | Mlle Gabrielle       |